# Triéthylborane
Le triéthylborane, ou TEB, parfois appelé triéthylbore, est un composé chimique de formule (C2H5)3B, souvent abrégée Et3B, où Et représente un groupe éthyle. Il se présente sous la forme d'un liquide incolore volatil très pyrophorique qui s'hydrolyse au contact de l'eau. Il est distribué commercialement en solution dans l'éther diéthylique, l'hexane ou encore le tétrahydrofurane (THF).
On obtient le triéthylborane en faisant réagir du triméthylborate B(OCH3)3 avec du triéthylaluminium Al2(C2H5)6 :
Al2(C2H5)6 + 2 B(OCH3)3  → 2 (C2H5)3B + 2 Al(OCH3)3.
Contrairement au borane BH3 et au triéthylaluminium Al(C2H5)3, dont les molécules sont des dimères B2H6 et Al2(C2H5)6, le triéthylborane demeure monomérique. La géométrie du cœur BC3 est plane.
Le triéthylborane est utilisé industriellement pour l'amorçage de polymérisations radicalaires, pour lesquelles il est efficace à basse température. Dans cette application, il est susceptible de remplacer des composés organométalliques à base d'étain. C'est également le précurseur du triéthylborohydrure de lithium LiEt3BH et du triéthylborohydrure de sodium NaEt3BH.
MH + Et3B → MEt3BH, où M = Li, Na.
En raison de ses propriétés pyrophoriques, le triéthylborane est utilisé comme ergol en astronautique, plus précisément pour l'allumage des moteurs-fusées. Il a ainsi été utilisé pour la mise à feu du JP-7 (en) dans les turboréacteurs/statoréacteurs Pratt & Whitney J58 du Lockheed SR-71 Blackbird ainsi que du Lockheed A-12 Oxcart, qui l'avait précédé. Le triéthylborane avait été choisi en raison de sa combustion à haute température ainsi que pour des questions de sécurité, car le JP-7 est un carburant très peu volatil qui s'enflamme difficilement, ce qui rend les dispositifs d'allumage traditionnels peu fiables dans ce cas. Il était utilisé pour allumer tous les moteurs ainsi que la postcombustion. Il a également été utilisé, mélangé avec 10 à 15 % de triéthylaluminium Al2(C2H5)6, pour allumer les moteurs F-1 du lanceur Saturn V. La fusée Falcon 9 de SpaceX utilise également un mélange triéthylaluminium-triéthylborane pour l'allumage de ses moteurs principaux.